# Baie de Rondinara
La baie de Rondinara ou baie de la Rondinara est une baie de la mer Méditerranée qui se situe en Corse-du-Sud en France. Elle se trouve à mi-chemin entre Bonifacio et Porto-Vecchio, près de l'étang de la Prisarella, et est notamment connue pour sa plage.